# Spindeln (TV-serie)
Spindeln (danska: Edderkoppen) är en dansk dramaserie från 2000. Serien utspelar sig under 1940-talet. Den hade svensk premiär den 21 april 2000.

## Rollista i urval
- Jakob Cedergren – Bjarne Madsen
- Lars Mikkelsen – Ole Madsen
- Stine Stengade – Lisbeth Gordan
- Bent Mejding – Hans Christian Vissing
- Lars Bom – Arthur Næslund
- Bjarne Henriksen – Svend Aage Hjalmar
- Birthe Neumann – Vera Madsen
- Louise Mieritz – Eva Lund
- Flemming Enevold – Georg Vandbjerg
- Peter Steen – Ingvar Gordan
- Preben Harris – Wilhem Davidsen
- Ghita Nørby – Ella Davidsen
- Claus Ryskjær – Harry "Væsel" Pihl
- Max Hansen Jr. – Ove Ramsing
- Henrik Koefoed – Pedersen
- Susse Wold – Kitty Gordan
- Steen Springborg – Taulov
- Trine Dyrholm – "Topsy"
- Thure Lindhardt – Jesper "Billy" Vissing
- Thomas Bo Larsen – Søfyrsbøderen
- Jimmy Jørgensen – "Krølle"
- Steen Stig Lommer – "Carlo"
- Mikkel Vadsholt – "Røde"
- Lars Brygmann – polisadvokat Dam-Nielsen
- Lotte Andersen – Lillian Olsen
- Nikolaj Lie Kaas – Rudolph Novak
- Mikkel Hasselflug – Volmer Olsen
- Gerard Bistrup – Svend "Svenne" Christoffersen
- Niels Anders Thorn – Greven
- Ole Thestrup – Foto-Bent
- Henrik Prip – Aaberg
- Klaus Bondam – Gylling
- Troels Lyby – Walter
- Peter Rygaard – Hjort
- Paprika Steen – Helga Krogh
- Nikolaj Steen – Busch
- Søren Pilmark – professor Jørgen Schiøtt
- Kjeld Nørgaard – Asmus
- Jens Jørn Spottag – Thuesen
- Al Agami – Chip
- Bent Conradi – Jessen
- Jesper Asholt – betjänt
- Paul Hüttel – betjänt